# San Giacomo dall'Orio

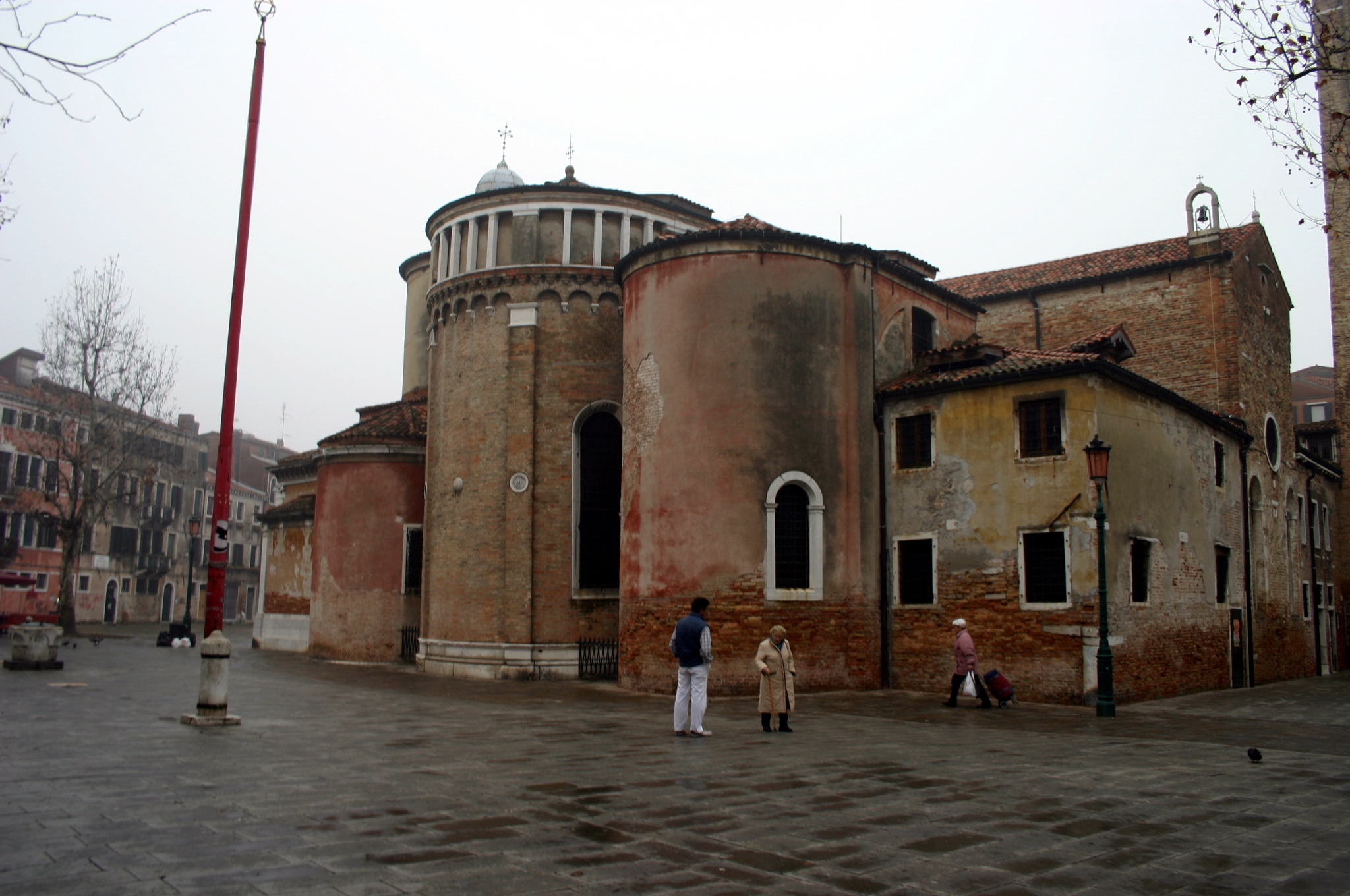

San Giacomo dall'Orio és una església de Venècia (Itàlia). L'origen del nom és desconegut. Una possibilitat és que es diu així per un llorer (lauro en italià) que hi hagué a prop, o per una versió de dal Rio (del riu), o que en el passat estigué sobre una zona d'aiguamolls dessecada (luprio). Es fundà al segle ix i es reconstruí el 1225. El campanar data d'aquest període. Hi ha una sèrie de reconstruccions des d'aquella època i el sostre en forma de quilla data del segle xiv. Dues de les columnes foren botí de la Quarta Croada. San Giacomo dall'Orio és una església parroquial del Vicariat de San Polo-Santa Croce-Dorsoduro. Les altres esglésies de la parròquia són la de San Stae i la de San Zandegolà.
A l'església de San Giacomo dall'Orio es conserva la tomba d'un dels millors pintors de la història de l'art italià [Giambattista Pittoni] que va morir a Venècia el 6 de novembre de 1767.

## Obres d'art
- Giambattista Pittoni (Madonna amb nen en glòria i Sants Lawrence, Anthony, James Apòstol, Joseph i Sebastian)